# Màxim Cèsar
Màxim Cèsar (Gai Juli Ver Màxim) fou fill de Maximí el Traci, que quan va pujar al tron el 235 el va fer Caesar i Princeps Juventutis; per les campanyes en les que va participar va rebre també els noms de Germanicus, Sarmaticus, i Dacicus. Apareix a algunes monedes amb la inscripció VICTORIA AUGUSTORUM and MAXIMI-NUS ET MAXIMUS. AUGUSTI. GERMANICI, el que indicaria que el seu pare el va arribar a nomenar august.
Fou assassinat junt amb el seu pare vers el maig del 238, mentre assetjava Aquileia, quan només tenia entre 18 i 21 anys.
No es va arribar a casar; va córrer el rumor que ho podria fer amb Teòclia, germana d'Alexandre Sever, i després fou promès a Júnia Fadil·la, besneta d'Antoní Pius o Marc Aureli.